# 格雷斯通斯
格雷斯通斯是愛爾蘭共和國的一座城市，位於威克洛郡。該市地處愛爾蘭東海岸，是一座度假勝地，吸引了眾多遊客。該市有人口約15,000人。該市在18世紀時就已經在地圖上出現，二戰結束之後城市的規模逐漸擴大。